# H-II (ракета-носитель)
H-II (H2) — японская ракета-носитель, которая совершила семь запусков с 1994 по 1999 год, пять из которых были полностью успешны. Ракета была разработана NASDA с целью обеспечения запуска крупных спутников с территории Японии в 1990-е годы. Это была первая японская двухступенчатая ракета-носитель на жидком топливе, разработанная с применением собственных технологий. Она была заменена ракетой-носителем H-IIA из-за проблем с надежностью и цены.

## История
До разработки H-II NASDA приходилось использовать для своих ракет комплектующие, поставляемые по лицензии из США. В частности, ключевые технологии ракеты-носителя H-I и её предшественников были позаимствованы у американской ракеты-носителя Дельта. Однако в H-I были и компоненты собственного производства, например двигатель второй ступени LE-5 и инерциальная система управления. В H-II были добавлены жидкостный двигатель первой ступени LE-7 собственной разработки и твердотопливные ускорители.
Согласно пресс-релизу NASDA, при разработке H-II придерживались следующих принципов:
1. Разработать ракету-носитель с помощью японских аэрокосмических технологий.
2. Сократить сроки и затраты на разработку путём максимального использования отработанных технологий.
3. Разработать ракету, пригодную для запуска с существующего космодрома Танэгасима.
4. Использовать критерии проектирования, которые обеспечат достаточную эффективность как главных систем, так и подсистем. Обеспечить уверенность в том, что разработка будет выполнена добросовестно и с учётом требований к безопасности.

Разработка ЖРД LE-7 началась в 1984 году и проходила тяжело, был инцидент с гибелью рабочего при случайном взрыве. Первый двигатель был завершен в 1994 году, на два года отстав от первоначального графика работ. В 1990 году для обслуживания запусков создаваемой ракеты-носителя была основана компания Rocket System Corporation.
В 1994 агентство NASDA успешно запустило первую ракету H-II, и к 1997 году было выполнено ещё пять успешных запусков. Однако при стоимости запуска около 19 млрд иен (190 млн долларов США) носитель не мог соревноваться на рынке с зарубежными конкурентами, такими как Ариан. Частично это связано с укреплением курса иены по отношению к доллару, который вырос с 240 иен за доллар в 1984 году, на начало проекта, до 100 иен за доллар в 1994 году. Началась разработка новой ракеты-носителя H-IIA с целью уменьшить стоимость запуска.
В последующем аварии пятого запуска в 1998 году и восьмого на следующий год привели к завершению производства и эксплуатации носителя H-II. Для расследования причин аварий и перевода ресурсов на разработку H-IIA NASDA отменило запуск седьмой ракеты (которая должна была быть запущена перед восьмой, но была перенесена на более поздний срок из-за сдвигов в графике пусков) и закрыло проект H-II.

## Запуски ракеты-носителя H-II
| Запуск                      | Дата            | Полезная нагрузка            | Шифр полезной нагрузки                                               | Орбита | Итог               |
| --------------------------- | --------------- | ---------------------------- | -------------------------------------------------------------------- | ------ | ------------------ |
| TF1 (испытательный полёт 1) | 4 февраля 1994  | Ryūsei                       | OREX (Orbital Re-entry Experiment)                                   | НОО    | Успешно            |
| TF1 (испытательный полёт 1) | 4 февраля 1994  | Myōjō                        | VEP (Vehicle Evaluation Payload)                                     | ГПО    | Успешно            |
| TF2                         | 28 августа 1994 | Kiku 6                       | ETS-VI (Engineering Test Satellite-VI)                               | ГСО    | Успешно            |
| TF3                         | 18 марта 1995   | Himawari 5                   | GMS-5 (Geostationary Meteorological Satellite-5)                     | ГСО    | Успешно            |
| TF3                         | 18 марта 1995   |                              | SFU (Space Flyer Unit)                                               | НОО    | Успешно            |
| F4                          | 17 августа 1996 | Midori                       | ADEOS (Advanced Earth Observing Satellite)                           | НОО    | Успешно            |
| F4                          | 17 августа 1996 | Fuji 3                       | Fuji OSCAR 29, JAS-2                                                 | НОО    | Успешно            |
| F6                          | 27 ноября 1997  |                              | TRMM (Tropical Rainfall Measuring Mission)                           | НОО    | Успешно            |
| F6                          | 27 ноября 1997  | Kiku 7 (Orihime & Hikoboshi) | ETS-VII (Engineering Test Satellite-VII)                             | НОО    | Успешно            |
| F5                          | 21 февраля 1998 | Kakehashi                    | COMETS (Communications and Broadcasting Engineering Test Satellites) | ГСО    | Частичная неудача1 |
| F8                          | 15 ноября 1999  |                              | MTSAT-1 (Multi-functional Transport Satellite-1)                     | ГСО    | Неудача2           |
| F7                          | Отменён         | Kodama                       | DRTS (Data Relay Test Satellite)                                     | ГПО    | Отменён            |
| F7                          | Отменён         | Tsubasa                      | MDS-1 (Mission Demonstration test Satellite-1)                       | ГПО    | Отменён            |

↑ Некачественная пайка в системе охлаждения двигателя второй ступени привела к его прогару и повреждению кабеля, что вызвало преждевременное отключение двигателя в ходе выполнения второго импульса. Это привело к выводу космического аппарата на эллиптическую орбиту вместо геопереходной.
↑ Кавитация в водородном ТНА двигателя первой ступени привела к разрушению лопатки турбины, потере топлива и быстрому отключению двигателя через 239 секунд после запуска. Ракета упала в океан в 380 км к северо-западу от острова Титидзима.

## Галерея

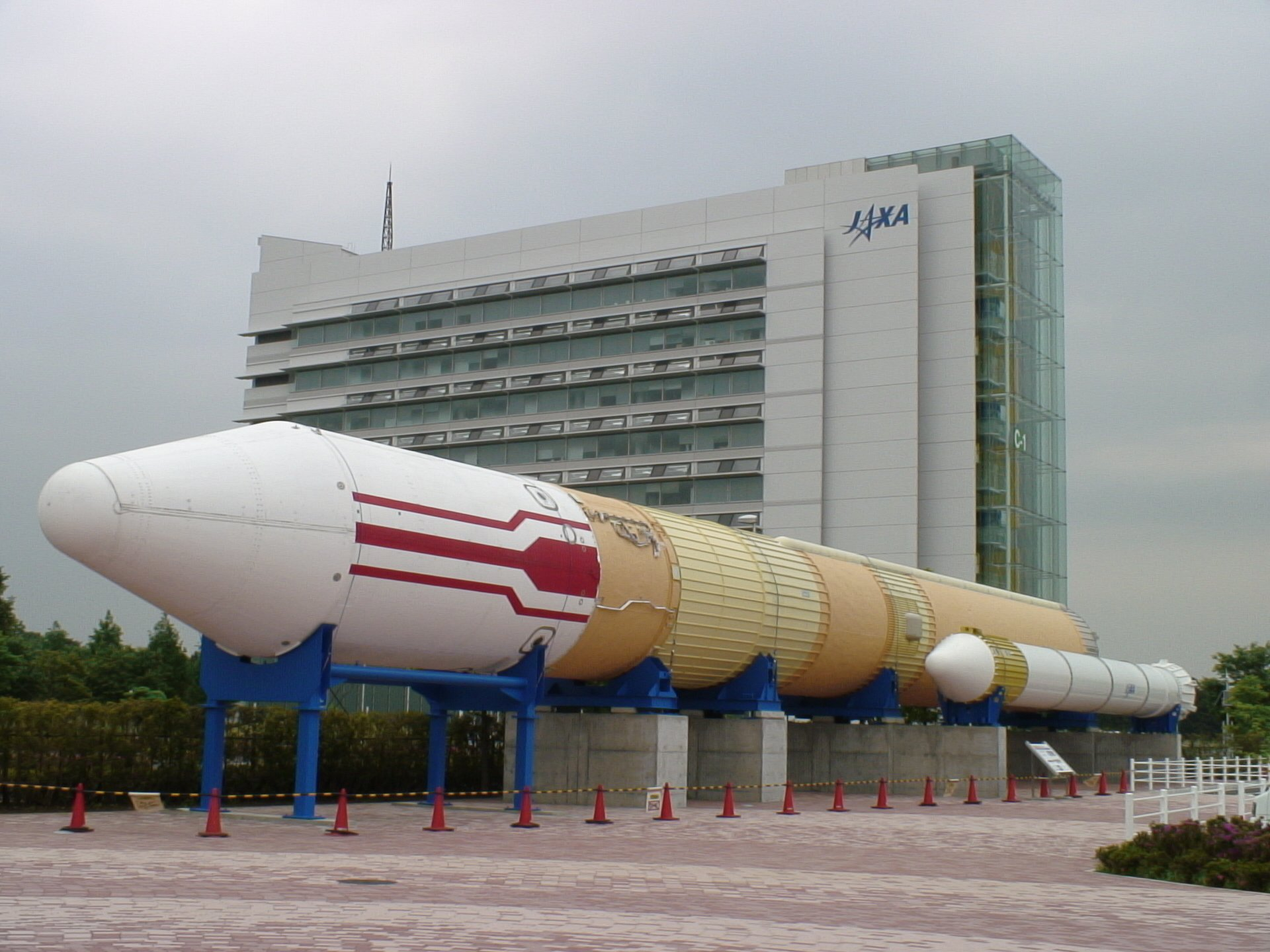
Макет H-II для наземных испытаний, установленный в Космическом центре Цукуба
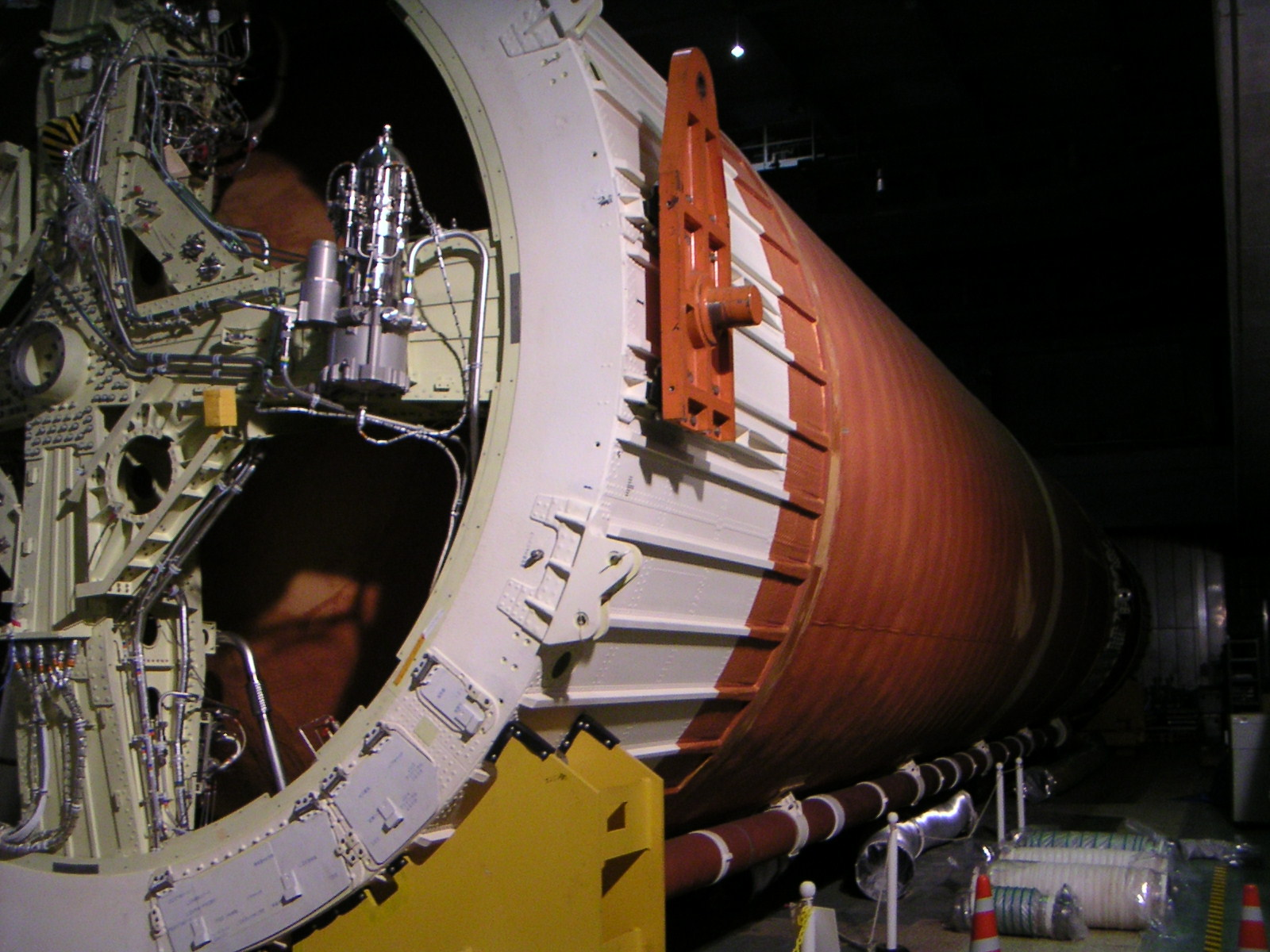
Первая и вторая ступени отменённой седьмой ракеты в ангаре Космического центра Танегасима